# Stefano Bottari
Stefano Bottari (Fiumedinisi, 6 marzo 1907 – Bologna, 11 febbraio 1967) è stato un critico d'arte italiano, specialista dell'arte medievale e moderna.

## Biografia[1]
Nato a Fiumedinisi fu sempre molto legato al vicino paese di Itala (ME) dove aveva gli affetti ed aveva intrapreso un'importante attività di ricerca e studio. Iniziò la propria attività di studio con un corso di architettura presso l'Università degli studi di Messina. Iscrittosi poi al corso di laurea in presso l'Università degli Studi di Catania conseguì il diploma il 5 novembre del 1931 discutendo una tesi su Michelangelo.
Iniziò la docenza nel 1935 quando ottenne l'incarico di professore di Storia dell'arte medioevale e moderna presso l'ateneo messinese. Nel successivo 1937 ottenne il medesimo incarico alla facoltà di Lettere dell'Università di Catania e nel 1939 ebbe l'incarico di docente di storia dell'arte medioevale e moderna a Messina. Dopo un ulteriore periodo di docenza a Catania dal 1957 ottenne una prestigiosa cattedra all'Università degli studi di Bologna. Nella sua attività si occupò anche di catalogazione e restauro d'opere d'arte (si ricorda soprattutto la sua consulenza per la Pinacoteca Zelantea di Acireale) e di divulgazione con la rivista Arte critica e Moderna.
Si spense a Bologna l'11 febbraio 1967.

## Opere principali
- Il Duomo di Messina, 1939
- Frammenti figurati in gesso di arte arabo-normanna rinvenuti in Itala, 1931
- La critica figurativa e l'estetica moderna, 1935
- Storia dell'arte I, l'arte classica e medioevale, 1937
- Chiese Basiliane della Sicilia e della Calabria, 1939
- Antonello da Messina, 1939 e 1953
- Storia dell'arte Italiana, vol I e II
- Michelangelo, 1941
- I Mosaici della Sicilia, 1943
- L'architettura della Contea, 1948, Muglia, Catania)
- Monumenti svevi di Sicilia, Muglia Editore Catania,1950[3], ristampa Pellicanolibri Edizioni, Catania 1984
- Pittura del 400 in Sicilia, 1954
- L'arte in Sicilia, 1962
- Saggi su Nicola Pisani, 1969